# RIPEMD-128
RIPEMD-128 (англ.  RACE Integrity Primitives Evaluation Message Digest) — криптографическая хеш-функция, разработанная Гансом Доббертином, Антоном Боселаерсом и Бартом Пренелем в 1996 году.

## История
RIPEMD представляет собой несколько хеш-функций, относящихся к семейству MD-SHA. Первой из них была RIPEMD-0, рекомендованная в 1992 году консорциумом для Оценки примитивов целостности RACE (англ.  RACE Integrity Primitives Evaluation, RIPE) в качестве улучшенной версии алгоритма MD4. Криптоанализ, проведённый Гансом Доббертином, показал, что данный алгоритм не является безопасным в плане наличия коллизий, что позже было подтверждено найденными уязвимостями. RIPEMD-128 (совместно с 160-битной версией, RIPEMD-160) была представлена как замена оригинальной RIPEMD, которая тоже была 128-битной. Были разработаны и другие версии алгоритма, с большей длиной хеша: RIPEMD-256 и RIPEMD-320 (соответственно 256- и 320-битные).
Другой причиной перехода к алгоритмам, выдающим результат с большим количеством бит, было стремительное развитие вычислительной техники (согласно закону Мура). Имеющиеся в то время алгоритмы с каждым годом становились всё более и более уязвимыми для коллизионных атак путём полного перебора. Тем не менее, RIPEMD-128 нашла своё применение в некоторых банковских приложениях. В 2004 году была стандартизирована (ISO/IEC 10118-3:2004 Архивная копия от 2 февраля 2017 на Wayback Machine).

## Алгоритм

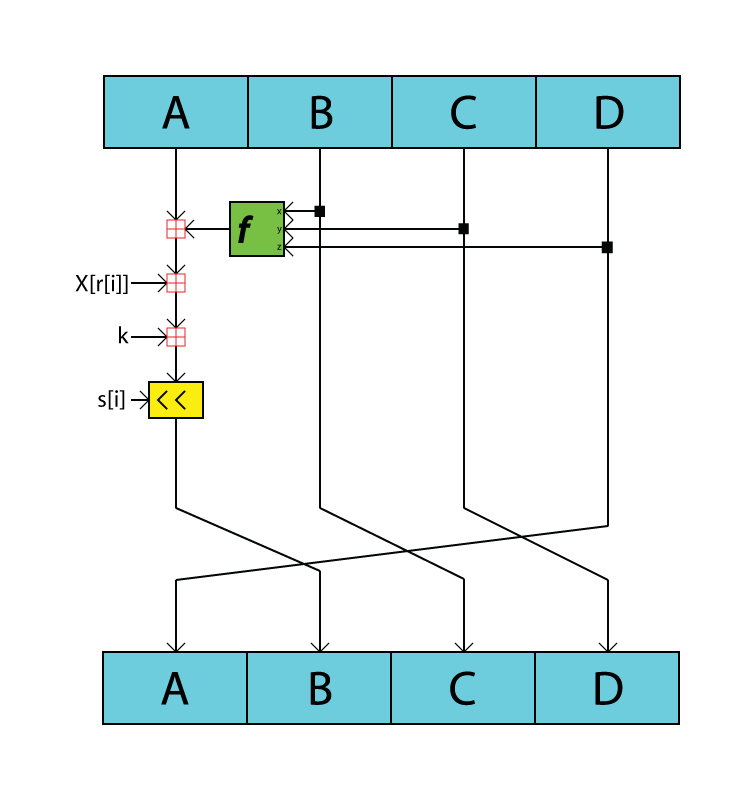
RIPEMD-128: Схематическое представление одного цикла алгоритма

Для произвольного входного сообщения хеш-функция генерирует 128-разрядное хеш-значение — дайджест сообщения. Алгоритм основан на алгоритме хеширования MD4. Хеширование MD4 состоит из 48 операций, содержащих применение нелинейных булевых функций, сгруппированных в 3 раунда по 16 операций. В алгоритме RIPEMD-128 увеличено число раундов до 4. Кроме того, используются другие булевы функции и значения констант. В алгоритме параллельно выполняются две линии (потока), которые условно разделяют на Левую и Правую.
Алгоритм состоит из нескольких основных шагов:

### 1. Добавление недостающих битов
Алгоритм оперирует с блоками данных длиной 512 бит, входное сообщение предварительно приводится к требуемому размеру. Для начала, вне зависимости от начальной длины сообщения, к нему добавляется один бит, равный 1. Далее к нему добавляются биты, равные 0, до тех пор, пока длина получаемой последовательности не станет равной 448 бит по модулю 512. В результате расширения, до длины в 512 бит модифицированному сообщению недостаёт ровно 64 бит. На этом шаге к нему может быть добавлено от 1 до 512 бит.

### 2. Добавление длины сообщения
На следующем шаге к 448-битному полученному сообщению добавляется длина исходного сообщения (до применения первого шага) в 64-битном представлении. В случае, если исходная длина сообщения превышает 264 бит, то от её битовой длины используется только младшие 64 бита. Причём, длина исходного сообщения добавляется в виде двух 32-битных слов: первым добавляются младшие 32 бита, затем старшие. После этого этапа длина модифицированного сообщения становится равной 512 битам. Его также можно представить в виде 16 32-битных слов.

### 3. Определение функций и констант

#### a. Порядок слов в сообщении
Для определения порядка 32-битных слов в сообщении в каждом раунде используются различные комбинации функций перестановок.
Определим функцию перестановки {\displaystyle \rho }:
| {\displaystyle i}        | 0 | 1  | 2  | 3 | 4  | 5 | 6  | 7 | 8  | 9 | 10 | 11 | 12 | 13 | 14 | 15 |
| {\displaystyle \rho (i)} | 7 | 14 | 13 | 1 | 10 | 6 | 15 | 3 | 12 | 0 | 9  | 5  | 2  | 14 | 11 | 8  |

А также функцию перестановки {\displaystyle \pi }:
{\displaystyle \pi (i)=9i+5(mod16)}
В каждом раунде порядок определяется следующим образом:
| Линия  | Раунд 1              | Раунд 2                   | Раунд 3                       | Раунд 4                       |
| ------ | -------------------- | ------------------------- | ----------------------------- | ----------------------------- |
| Левая  | {\displaystyle i}    | {\displaystyle \rho }     | {\displaystyle \rho ^{2}}     | {\displaystyle \rho ^{3}}     |
| Правая | {\displaystyle \pi } | {\displaystyle \pi \rho } | {\displaystyle \pi \rho ^{2}} | {\displaystyle \pi \rho ^{3}} |

#### б. Булевы функции
В каждом раунде для каждой линии применяются определённые булевы функции.
Определим нелинейные побитовые булевы функции:
{\displaystyle f_{1}(x,y,z)=x\oplus y\oplus z}
{\displaystyle f_{2}(x,y,z)=(x\land y)\lor (\neg x\land z)}
{\displaystyle f_{3}(x,y,z)=(x\lor \neg y)\oplus z}
{\displaystyle f_{4}(x,y,z)=(x\land z)\lor (y\land \neg z)}
В каждом раунде в зависимости от линии будут применяться:
| Линия  | Раунд 1               | Раунд 2               | Раунд 3               | Раунд 4               |
| ------ | --------------------- | --------------------- | --------------------- | --------------------- |
| Левая  | {\displaystyle f_{1}} | {\displaystyle f_{2}} | {\displaystyle f_{3}} | {\displaystyle f_{4}} |
| Правая | {\displaystyle f_{4}} | {\displaystyle f_{3}} | {\displaystyle f_{2}} | {\displaystyle f_{1}} |

#### в. Сдвиги
Для обеих линий применяются следующие сдвиги ({\displaystyle X}):
| Раунд | X0 | X1 | X2 | X3 | X4 | X5 | X6 | X7 | X8 | X9 | X10 | X11 | X12 | X13 | X14 | X15 |
| ----- | -- | -- | -- | -- | -- | -- | -- | -- | -- | -- | --- | --- | --- | --- | --- | --- |
| 1     | 11 | 14 | 15 | 12 | 5  | 8  | 7  | 9  | 11 | 13 | 14  | 15  | 6   | 7   | 9   | 8   |
| 2     | 12 | 13 | 11 | 15 | 6  | 9  | 9  | 7  | 12 | 15 | 11  | 13  | 7   | 8   | 7   | 7   |
| 3     | 13 | 15 | 14 | 11 | 7  | 7  | 6  | 8  | 13 | 14 | 13  | 12  | 5   | 5   | 6   | 9   |
| 4     | 14 | 11 | 12 | 14 | 8  | 6  | 5  | 5  | 15 | 12 | 15  | 14  | 9   | 9   | 8   | 6   |

#### г. Константы
В качестве констант ({\displaystyle K}), применяемых в алгоритме, используются целые части следующих вещественных чисел:
| Линия  | Раунд 1                               | Раунд 2                               | Раунд 3                               | Раунд 4                           |
| ------ | ------------------------------------- | ------------------------------------- | ------------------------------------- | --------------------------------- |
| Левая  | {\displaystyle 0}                     | {\displaystyle 2^{30}{\sqrt {2}}}     | {\displaystyle 2^{30}{\sqrt {3}}}     | {\displaystyle 2^{30}{\sqrt {5}}} |
| Правая | {\displaystyle 2^{30}{\sqrt[{3}]{2}}} | {\displaystyle 2^{30}{\sqrt[{3}]{3}}} | {\displaystyle 2^{30}{\sqrt[{3}]{5}}} | {\displaystyle 0}                 |

### 4. Выполнение хеширования
После задания всех исходных функций и констант, приведению сообщения к требуемому размеру, можно переходить к выполнению алгоритма. Выполнение алгоритма происходит по двум параллельным путям (линиям). Обработка сообщения происходит словами по 16 слов в 32 бита.
На каждом шаге для каждой из линий выполняется следующая операция:
{\displaystyle A:=(A+f(B,C,D)+X+K)^{<<s}}
где {\displaystyle ^{<<s}} обозначает циклический сдвиг на {\displaystyle s} позиций.

## Скорость работы
В таблице для сравнения приведены скорости выполнения MD-подобных функций. Тестовые программы были написаны на языке ассемблера и Си, с использованием оптимизаций для тестовой машины:
| Алгоритм   | Мбит/сек — asm | Мбит/сек — С | Относительная производительность |
| ---------- | -------------- | ------------ | -------------------------------- |
| RIPEMD-128 | 77.6           | 35.6         | 1.00                             |
| RIPEMD-160 | 45.3           | 19.3         | 0.58                             |
| SHA-1      | 54.9           | 21.2         | 0.71                             |
| MD5        | 136.2          | 59.7         | 1.76                             |
| MD4        | 190.6          | 81.4         | 2.46                             |

Независимое исследование, проведённое позднее, показало довольно схожие результаты. В замере была использована Си++ библиотека Crypto++:
| Алгоритм   | Мбит/сек | Циклов на байт | Относительная производительность |
| ---------- | -------- | -------------- | -------------------------------- |
| RIPEMD-128 | 153      | 11.4           | 1.00                             |
| RIPEMD-160 | 106      | 16.5           | 0.69                             |
| RIPEMD-256 | 158      | 11.1           | 1.03                             |
| RIPEMD-320 | 110      | 15.9           | 0.72                             |
| SHA-1      | 153      | 11.4           | 1.00                             |
| MD5        | 255      | 6.8            | 1.67                             |

## Криптостойкость
В криптографии различают два основных вида атак на криптографические хеш-функции: атаку нахождения прообраза — попытку отыскать сообщение с заданным значением хеша, и коллизионную атака — поиск двух различных входных блоков криптографической хеш-функции, производящих одинаковые значения хеш-функции, то есть коллизию хеш-функции.
Алгоритм RIPEMD-128, как и другие алгоритмы семейства RIPEMD, включая оригинальный первый, считаются устойчивыми к атаке нахождения прообраза. Для RIPEMD-128 вычислительная сложность нахождения первого прообраза составляет 2128, что совпадает с максимальным для её битовой длины значением — отыскание требует полного перебора:
| Алгоритм          | Сложность нахождения прообраза | Лучшая атака (раунды) |
| ----------------- | ------------------------------ | --------------------- |
| RIPEMD (original) | 2128                           | 35 из 48              |
| RIPEMD-128        | 2128                           | 35 из 64              |
| RIPEMD-160        | 2160                           | 31 из 80              |

Для сокращённого варианта RIPEMD-128 существуют алгоритмы нахождения первого прообраза, требующие меньшей сложности:
| Раунды | Сложность отыскания | Источник |
| ------ | ------------------- | -------- |
| 33     | 2124,5              | Статья   |
| 35     | 2121                | Статья   |
| 36     | 2126,5              | Статья   |

Оригинальная RIPEMD не была безопасной с точки зрения коллизий. О коллизии стало известно в 2004 году, в 2005 году вышла соответствующая статья, посвящённая криптоанализу алгоритма. Так как любая криптографическая хеш-функция по определению уязвима для атаки «дней рождения», то сложность подбора не может превышать 2N/2 для N-битной хеш-функции. Однако, 128-битная RIPEMD может быть «сломана» за время 218, что гораздо меньше соответствующего ей значения 264.
Полная RIPEMD-128 теоретически может быть «сломана». Коллизионная атака имеет сложность порядка 261.57 (против необходимой 264). В то время как сокращённый вариант подвержен более успешным атакам:
| Цель                | Раунды      | Сложность отыскания | Источник |
| ------------------- | ----------- | ------------------- | -------- |
| Функция сжатия      | 48          | 240                 | Статья   |
| Функция сжатия      | 60          | 257.57              | Статья   |
| Функция сжатия      | 63          | 259.91              | Статья   |
| Функция сжатия      | Полная (64) | 261.57              | Статья   |
| Функция хеширования | 38          | 214                 | Статья   |

128-битный выход функции, который не казался достаточно защищённым в ближайшей перспективе, как раз и послужил поводом для перехода к RIPEMD-160. Для неё известны лишь коллизионные атаки на сокращённый вариант (48 из 80 раундов, 251 времени).

## Примеры
```
RIPEMD128("") = "cdf26213a150dc3ecb610f18f6b38b46"
RIPEMD128("a") = "86be7afa339d0fc7cfc785e72f578d33"
RIPEMD128("abc") = "c14a12199c66e4ba84636b0f69144c77"
```

Примеры, демонстрирующие лавинный эффект:
```
RIPEMD128("aaa10
0
") = "5b250e8d7ee4fd67f35c3d193c6648c4"
RIPEMD128("aaa10
1
") = "e607de9b0ca4fe01be84f87b83d8b5a3"
```